# Isophya rizeensis
Isophya rizeensis är en insektsart som beskrevs av Sevgili 2003. Isophya rizeensis ingår i släktet Isophya och familjen vårtbitare. Inga underarter finns listade i Catalogue of Life.